# Slieverue
Slieverue är en ort i republiken Irland.   Den ligger i provinsen Leinster, i den sydöstra delen av landet, 130 km söder om huvudstaden Dublin. Slieverue ligger 69 meter över havet och antalet invånare är 499.
Terrängen runt Slieverue är platt.Runt Slieverue är det tätbefolkat, med 636 invånare per kvadratkilometer. Närmaste större samhälle är Waterford, 4,1 km sydväst om Slieverue. Trakten runt Slieverue består i huvudsak av gräsmarker.